# Airan
Airan is een plaats en voormalige gemeente in het Franse departement Calvados in de regio Normandië en telt 614 inwoners (2005). De plaats maakt deel uit van het arrondissement Caen.

## Geschiedenis
Airan maakte deel uit van het kanton Bourguébus totdat dit op 22 maart 2015 werd opgeheven en de gemeente werd overgeheveld in het kanton Troarn. Op 1 januari 2017 fuseerde de gemeente met Billy, Conteville, Fierville-Bray en Poussy-la-Campagne tot de commune nouvelle Valambray, waarvan Airan de hoofdplaats werd.

## Geografie
De oppervlakte van Airan bedraagt 13,5 km², de bevolkingsdichtheid is 45,5 inwoners per km².
De onderstaande kaart toont de ligging van Airan met de belangrijkste infrastructuur en aangrenzende gemeenten.

## Demografie
Onderstaande figuur toont het verloop van het inwonertal (bron: INSEE-tellingen).

Vanwege een beveiligingsprobleem met de MediaWiki Graph-software is het momenteel niet mogelijk deze grafiek weer te geven. Zodra de software is bijgewerkt zal de grafiek vanzelf weer zichtbaar worden.
Airan · Billy · Bray-la-Campagne · Cinq-Autels · Conteville · Fierville-la-Campagne · Poussy-la-Campagne